# Hans Millonig
Hans Millonig, avstrijski smučarski skakalec, * 11. maj 1952, Beljak, Avstrija.
Millonig je sprva treniral alpsko smučanje, v šestdesetih letih pa je začel trenirati smučarske skoke v Športnem društvu Zahomc, kjer ga je treniral Franz Wiegele starejši. Leta 1969 je postal avstrijski mladinski prvak, leta 1970 pa je prvič tekmoval kot član avstrijske državne reprezentance na tekmi Pokala Kongsberg v St. Moritzu. Leta 1972 je prvič osvojil naslov avstrijskega državnega prvaka na srednji skakalnici. Bil je blizu uvrstitve na zimske olimpijske igre že leta 1976, nastopil pa je na igrah leta 1980 in dosegel 25. mesto na veliki skakalnici posamično. Nastopil je na sedemnajstih tekmah ob začetku svetovnega pokala, v sezonah 1979/80 in 1980/81, ter dosegel eno zmago 21. marca 1980 na Srednji Bloudkovi v Planici ter še dve uvrstitvi na stopničke. Prvo sezono 1979/80 je končal na šestem mestu v skupnem seštevku svetovnega pokala, na turneji štirih skakalnic pa je bil najvišje na 13. mesto v sezoni 1974/75. Nastopil je na svetovnem prvenstvu v poletih leta 1977 in zasedel 34. mesto. Skupno je v karieri dosegel tri mednarodne zmage, dvanajst drugih mest in štiri tretja mesta, 45-krat pa se je uvrstil v prvo deseterico. Leta 1981 je pri 29 letih končal kariero.